# Zarafa (Software)
Zarafa war eine Groupware-Server-Software für Linux, ähnlich wie Microsoft Exchange Server. Seit dem 2. Mai 2017 wird Zarafa nicht mehr unterstützt. Der offizielle Fork Kopano führt Zarafa mit veränderter Funktionalität weiter und wird auf Subscriptionsbasis vertrieben.
Zarafa ist in einer funktionell eingeschränkten Version (keine Outlook-Clients, einige Enterprise-Merkmale fehlen) als freie Software unter den Bedingungen von Version 3 der GNU Affero General Public License (AGPL) veröffentlicht. Zusätzlich ist eine nicht komplett quelloffene Free Edition erhältlich, die Verbindungen über einen eigenen Outlook-Client („closed source“) für bis zu drei Benutzer ermöglicht. Zarafa ist Mitglied der Open Source Business Alliance, unterstützt die OpenMAPI-Initiative und wird im Rahmen der Deutschen Wolke als Software as a Service angeboten. Im Januar 2015 gab Zarafa bekannt, dass der Support für Outlook als nativen MAPI32-Treiber ab April 2016 nicht mehr angeboten wird und an dessen Stelle Microsoft Outlook 2013 (und höher) via ActiveSync angebunden werden kann (wobei aber nicht alle bisher verfügbaren Funktionen zur Verfügung stehen).

## Architektur
Zarafa ist von MySQL abhängig, aber auf keinen Mail Transfer Agent oder Webserver festgelegt.

## Funktion
Die für Linux-Server geschriebene Software hat eine MAPI-Anbindung, bildet die Funktionen von Microsoft-Exchange-Servern nach und ermöglicht so, Benutzern von Microsoft Outlook oder anderen geeigneten Clients, gemeinsame Kalender, Kontakte, Notizen und E-Mails zu verwalten. Diese Anbindung wurde bis April 2016 unterstützt. Dabei werden vorhandene Mail-Services wie z. B. postfix benutzt.
Zarafa erweitert zusätzlich PHP um ein Modul zum Aufrufen von MAPI-Befehlen direkt aus PHP-Skripten heraus. Darüber bietet es für den Apache-Webserver einen eigenen Webclient, der in der Bedienung Outlook ähnelt.
Mit Hilfe der freien Eigenentwicklung z-push unterstützt Zarafa Mobilgeräte wie Smartphones und PDAs. Es besteht aus einer Implementierung von ActiveSync over-the-air (OTA), die unter anderem die Kommunikation mit Windows Mobile sowie mit Mobiltelefonen von Nokia und Ericsson, Apple (z. B. iPhone/iPad/iPod) und Android basierenden Mobilgeräten ermöglicht. Außerdem können diese Endgeräte damit Push-Mail über das ActiveSync-Protokoll empfangen.
Für die Integration von Google Maps oder Alfresco existieren z. B. eigene Zarafa-Plugins.
Über Z-Merge ist es möglich, weitere Software an Zarafa anzubinden (z. B. SugarCRM).

## Editionen
Es stehen verschiedene Editionen zur Verfügung. Die Quellcode-Basis ist für alle Editionen identisch.
Open Source
Dies ist die kleinste zur Verfügung stehende Edition mit unbegrenzter Anzahl von Benutzern für Webzugriff und IMAP, jedoch ohne MAPI-basierte Outlook-Integration. Ihr fehlen Mehrbenutzer-Kalender, das „Bricklevel-Backup“ und die Active-Directory-Unterstützung.
Community
Die Community Edition erweitert die Open Source Edition um den Zarafa Client Connector für Microsoft Windows und unterstützt damit bis zu drei MAPI-basierte Benutzer per Outlook (letzteres bis April 2016).
Small Business
Bei der Small Business Edition entfallen die Einschränkungen der Community-Version: Outlook-Anbindung (bis April 2016), Mehrbenutzer-Kalender, Bricklevel-Backup und Active-Directory-Unterstützung stehen uneingeschränkt zur Verfügung.
Professional
Ist eine um Blackberry-Enterprise-Server, eine automatische Software-Verteilung („auto deployment tools“) und Hochverfügbarkeitsfunktionen erweiterte Small Business Edition.
Enterprise
Mit Multiserver-Unterstützung, hierdurch können in einer Installation Benutzer auf verschiedene Server verteilt werden. Des Weiteren erlaubt die Enterprise Edition die unterstützte Nutzung der Mehr-Mandantenfähigkeit von Zarafa.

## Hintergrund
Zarafa ist ursprünglich ein niederländisches Produkt. Die Plochinger Neuberger & Hughes GmbH mit langjähriger Erfahrung im Linux-Groupware-Markt kooperiert seit Herbst 2006 mit den Niederländern und besetzt bei der deutschen Tochtergesellschaft, der Zarafa Deutschland GmbH, auch die Position eines von zwei Geschäftsführern. Im Oktober 2007 wurde die kommerzielle Unterstützung ihres eigenen Groupware-Servers Exchange4linux zugunsten von Zarafa eingestellt. Ab April 2016 sieht Zarafa keine Outlook-Integration via MAPI-Connector mehr vor.